# Keny Bonilla
Keny Anel Bonilla Ayala (ur. 2 kwietnia 2003) – panamski piłkarz występujący na pozycji skrzydłowego, reprezentant Panamy, od 2025 roku zawodnik Veraguas United.